# Mỏ Công
Mỏ Công là một xã thuộc huyện Tân Biên, tỉnh Tây Ninh, Việt Nam.hẹhhjhhjh

## Địa lý
Xã Mỏ Công nằm ở phía đông nam huyện Tân Biên, có vị trí địa lý:
- Phía đông giáp huyện Tân Châu
- Phía tây giáp huyện Châu Thành và xã Hòa Hiệp
- Phía nam giáp xã Trà Vong
- Phía bắc giáp xã Tân Phong.

Xã Mỏ Công có diện tích 42,48 km², dân số năm 2019 là 10.149 người, mật độ dân số đạt 239 người/km².

## Hành chính
Xã Mỏ Công được chia thành 7 ấp: Dinh, Gò Đá, Một, Thanh An, Thanh Hòa, Thanh Tân, Thanh Xuân.t